# 下载者
下载者（Downloader）是一类计算机病毒程序，按照国际上的病毒命名惯例为“Trojan-Downloader”一类，
这类木马程序的主要内容为：指引中毒用户的计算机到黑客指定的url地址去下载更多的病毒文件并运行，使得黑客获得更大操作权限，为黑客后门技术的基础。
一般这类病毒体大小在几百字节到几KB之间，比一般的木马程序要小的多。

## 参看
- 病毒 - 木马